# 额金河
额金河是蒙古国北部库苏古尔省和布尔干省境内的一条河流。是库苏古尔湖唯一的外流河，也是色楞格河的一条支流。
该河流经的几个县中，库苏古尔省的哈特嘎勒县与图内勒县有木桥，额尔德尼布尔干县有混凝土桥；布尔干省内特希格县与胡塔格温都尔县之间也有桥。
自20世纪90年代早期，曾经设想在此修建水电站，但却遭到多方反对，因为当地考古遗址众多并有发生地震的可能，另外大坝的兴建也会造成当地居民的搬迁。2017年又有修建水电站的计划，预计项目通过中国贷款完成，但引发了下游国家俄罗斯方面的担忧，工程因此没有继续推进。
對於擬建的額金河水電站區域，在未來可能的洪水區發現了亞洲已知最古老的新石器時代石堆，其歷史可追溯到公元前7千年。

## 流域

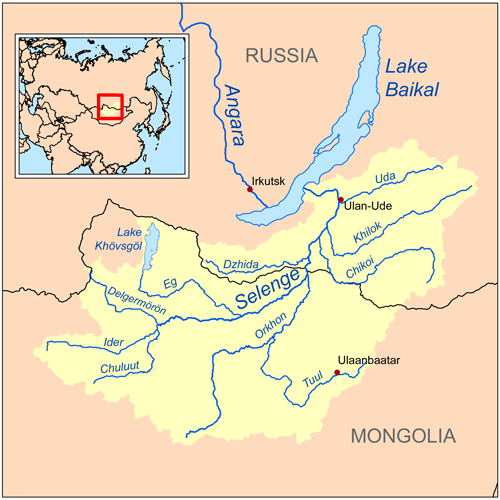
色楞格河流域（黄色）：
Selenge：色楞格河
Angara：安加拉河
Chikoi (Chikoy)：楚库河
Chuluut：楚魯特河
Delgermoron：德勒格尔木伦河（德勒格尔河）
Dzhida：吉达河
Eg (Egiin)：额金河
Ider：伊德尔河
Khilok：希洛克河
Orkhon：鄂尔浑河
Tuul：土拉河
Uda：乌达河
Ulan-Ude：乌兰乌德